# Tatiana Kashirina
Tatiana Yúrievna Kashirina –en ruso, Татьяна Юрьевна Каширина– (Noguinsk, URSS, 24 de enero de 1991) es una deportista rusa que compite en halterofilia, subcampeona olímpica en Londres 2012, cinco veces campeona mundial y ocho veces campeona europea.

## Trayectoria
Participó en los Juegos Olímpicos de Londres 2012, obteniendo una medalla de plata en la categoría de +75 kg. Ganó ocho medallas en el Campeonato Mundial de Halterofilia entre los años 2009 y 2019, y ocho medallas de oro en el Campeonato Europeo de Halterofilia entre los años 2009 y 2019.
A lo largo de su carrera batió varias veces las plusmarcas mundiales en la categoría superpesada. Sus últimos récords fueron en la categoría de +87 kg: 146 kg en arrancada (2019), 185 kg en dos tiempos (2018) y 331 kg en el total (2019).
En 2006 fue sancionada dos años por dopaje. En 2020 fue suspendida provisionalmente por sospechas de dopaje, por lo que no pudo participar en los Juegos Olímpicos de Tokio 2020; finalmente, en 2023 se confirmó la violación antidopaje y fue suspendida por ocho años retroactivos desde 2020.

## Palmarés internacional
| Juegos Olímpicos   | Juegos Olímpicos         | Juegos Olímpicos | Juegos Olímpicos |
| Año                | Lugar                    | Medalla          | Categoría        |
| ------------------ | ------------------------ | ---------------- | ---------------- |
| 2012               | Londres (Reino Unido)    | Medalla de plata | +75 kg           |
| Campeonato Mundial |                          |                  |                  |
| Año                | Lugar                    | Medalla          | Categoría        |
| 2009               | Goyang (Corea del Sur)   | Medalla de plata | +75 kg           |
| 2010               | Antalya (Turquía)        | Medalla de oro   | +75 kg           |
| 2011               | París (Francia)          | Medalla de plata | +75 kg           |
| 2013               | Breslavia (Polonia)      | Medalla de oro   | +75 kg           |
| 2014               | Almaty (Kazajistán)      | Medalla de oro   | +75 kg           |
| 2015               | Houston (Estados Unidos) | Medalla de oro   | +75 kg           |
| 2018               | Asjabad (Turkmenistán)   | Medalla de oro   | +87 kg           |
| 2019               | Pattaya (Tailandia)      | Medalla de plata | +87 kg           |
| Campeonato Europeo |                          |                  |                  |
| Año                | Lugar                    | Medalla          | Categoría        |
| 2009               | Bucarest (Rumania)       | Medalla de oro   | +75 kg           |
| 2010               | Minsk (Bielorrusia)      | Medalla de oro   | +75 kg           |
| 2011               | Kazán (Rusia)            | Medalla de oro   | +75 kg           |
| 2012               | Antalya (Turquía)        | Medalla de oro   | +75 kg           |
| 2014               | Tel Aviv (Israel)        | Medalla de oro   | +75 kg           |
| 2015               | Tiflis (Georgia)         | Medalla de oro   | +75 kg           |
| 2017               | Split (Croacia)          | Medalla de oro   | +90 kg           |
| 2019               | Batumi (Georgia)         | Medalla de oro   | +87 kg           |